# Абієтинова кислота
Абієти́нова кислота́, органічна сполука рослинного походження, головна складова частина каніфолі, пластинчасті кристали монокліничної структури (етанол-вода). Розчинна у спирті, ацетоні, хлороформі, ефірі, бензолі, а також у водному розчині гідроксиду натрію. Нерозчинна у воді.
З естерів (складних ефірів) абієтинової кислоти виготовляють лаки та емалі. Солі абієтинової кислоти (резинати металів) — добре відомі загусники оліфи. Також абієтинова кислота та її похідні використовують у виготовленні косметичних засобів та у парфумерії.

## Інтернет-ресурси
- Abietic acid MS Spectrum [Архівовано 3 березня 2016 у Wayback Machine.]
- Wolfram Alpha Page [Архівовано 27 березня 2017 у Wayback Machine.]